# Bacanius kaszabi
Bacanius kaszabi är en skalbaggsart som beskrevs av Yves Gomy 1977. Bacanius kaszabi ingår i släktet Bacanius och familjen stumpbaggar. Inga underarter finns listade i Catalogue of Life.